# Bloc-coliță

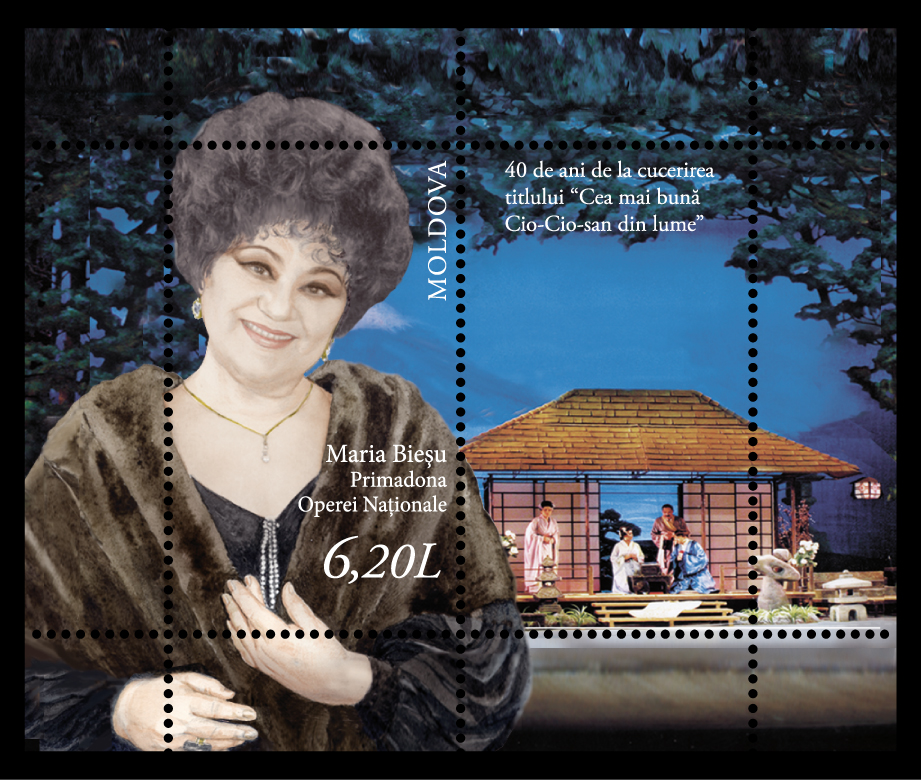
Portretul Mariei Bieșu pe o coliță din Republica Moldova.

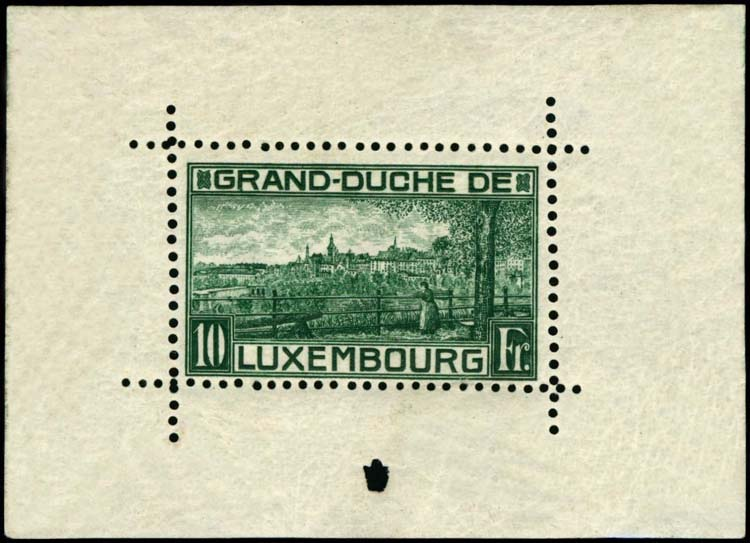
Prima coliță-bloc, Luxemburg, 1923, Scott #151

Colița este o mică coală de hârtie pe care sunt tipărite una sau mai multe mărci poștale dințate sau nu și pe care se găsește o inscripție indicând ocazia cu care s-a lansat emisiunea seriei respective de mărci sau însăși colița.
Bloc-coliță este un ansamblu format din mai multe mărci poștale, tipărit pe colițe, având tipărite pe margine (pe manșetă) ornamente și inscripții. 
Mărcile poștale se pot desprinde din blocuri și se pot folosi separat.